# Jürgen Schult
Pour les articles homonymes, voir Schult.
Jürgen Schult, né le 11 mai 1960 à Amt Neuhaus en Basse-Saxe, est un athlète allemand, spécialiste du lancer du disque. Il a été détenteur du record du monde de 1986 à 2024. Il a représenté l'Allemagne de l'Est jusqu'à la réunification allemande.

## Biographie
Jürgen Schult a été champion olympique en 1988. C'était le 1er octobre 1988 et il devenait à cette occasion le dernier champion olympique est-allemand.
Plus tard, il réussit à renouer avec le succès pour l'Allemagne au cours d'une longue carrière qui dura jusqu'à la fin du vingtième siècle. Il fut ainsi vice-champion olympique en 1992 et vice-champion du monde en 1999.
Après avoir dû renoncer aux Jeux olympiques d'été de 1984 à Los Angeles à la suite du boycott des pays de l'Est, il devenait en 1986 détenteur du record du monde en lançant à 74,08 m, améliorant de 2,22 m le record du Soviétique Yuriy Dumchev.
En 1988, lors du dernier match entre l'Allemagne de l'Est et l'Allemagne de l'Ouest, il fit scandale lorsqu'il refusa de serrer la main de Wolfgang Schmidt qui voulait le féliciter pour sa victoire. Schmidt était passé à l'Ouest quelques mois plus tôt. Le comportement de Schult lui avait été ordonné par la direction des sports de la RDA.
Schult s'entraînait au Traktor Schwerin. En compétition, il pesait 110 kg pour 1,93 m.
Jürgen Schult est depuis 2001 entraîneur à la Fédération allemande d'athlétisme.

## Soupçons de dopage
En 1991, les experts de la lutte antidopage, Brigitte Berendonk et Werner Franke eurent accès à plusieurs travaux des chercheurs est-allemands. À l'aide de ces documents, ils purent établir les pratiques de dopage de nombreux sportifs est-allemands, dont Jürgen Schult. Celui-ci aurait reçu de hautes doses d'Oral-Turinabol de 1981 à 1984.
Jürgen Schult a, jusqu'à présent, toujours nié avoir utilisé des stéroïdes anabolisants.

## Palmarès
| Date | Compétition                   | Lieu      | Résultat | Marque  |
| ---- | ----------------------------- | --------- | -------- | ------- |
| 1979 | Championnats d'Europe juniors | Bydgoszcz | 1er      | 56,18 m |
| 1983 | Championnats du monde         | Helsinki  | 5e       | 64,92 m |
| 1986 | Championnats d'Europe         | Stuttgart | 7e       | 64,38 m |
| 1987 | Championnats du monde         | Rome      | 1er      | 68,74 m |
| 1988 | Jeux olympiques               | Séoul     | 1er      | 68,82 m |
| 1990 | Championnats d'Europe         | Split     | 1er      | 64,58 m |
| 1991 | Championnats du monde         | Tokyo     | 6e       | 63,12 m |
| 1992 | Jeux olympiques               | Barcelone | 2e       | 64,94 m |
| 1993 | Championnats du monde         | Stuttgart | 3e       | 66,12 m |
| 1994 | Championnats d'Europe         | Helsinki  | 3e       | 64,18 m |
| 1995 | Championnats du monde         | Göteborg  | 5e       | 64,44 m |
| 1996 | Jeux olympiques               | Atlanta   | 6e       | 64,62 m |
| 1997 | Championnats du monde         | Athènes   | 3e       | 66,14 m |
| 1998 | Championnats d'Europe         | Budapest  | 2e       | 66,69 m |
| 1999 | Championnats du monde         | Séville   | 2e       | 68,18 m |
| 2000 | Jeux olympiques               | Sydney    | 8e       | 64,41 m |